# Faithful (album)
Pour les articles homonymes, voir Faithful (homonymie).
Albums de Todd Rundgren
Initiation
(1975) Hermit of Mink Hollow
(1978)
Singles
1. Good Vibrations
Sortie : mai 1976
2. Love of the Common Man
Sortie : juin 1976

Faithful est le septième album solo de Todd Rundgren, sorti en 1976.
La première face du disque comprend des reprises de classiques des années 1960 ; comme l'indique le titre de l'album (« Fidèle »), elles se veulent les plus proches possibles des versions originales. La seconde face comprend des compositions inédites de Rundgren, généralement considérées comme marquant son retour à une approche pop après des albums peu accessibles.
Faithful connaît un succès modéré, se classant 54e aux États-Unis. Le single Good Vibrations s'y classe 34e.

## Titres
Toutes les chansons sont écrites et composées par Todd Rundgren, sauf mention contraire.
| 1. | Happenings Ten Years Time Ago (reprise des Yardbirds) | Jeff Beck, Jim McCarty, Jimmy Page, Keith Relf | 3:12 |
| 2. | Good Vibrations (reprise des Beach Boys)              | Mike Love, Brian Wilson                        | 3:44 |
| 3. | Rain (reprise des Beatles)                            | John Lennon, Paul McCartney                    | 3:16 |
| 4. | Most Likely You Go Your Way (And I'll Go Mine) (en)   | Bob Dylan                                      | 3:24 |
| 5. | If 6 Was 9 (reprise de The Jimi Hendrix Experience)   | Jimi Hendrix                                   | 4:55 |
| 6. | Strawberry Fields Forever (reprise des Beatles)       | John Lennon, Paul McCartney                    | 3:53 |

| 7.  | Black and White          | 4:42 |
| 8.  | Love of the Common Man   | 3:35 |
| 9.  | When I Pray              | 2:58 |
| 10. | Cliché                   | 4:00 |
| 11. | The Verb "To Love"       | 7:25 |
| 12. | Boogies (Hamburger Hell) | 5:00 |

## Musiciens
- Todd Rundgren : chant, guitare
- Roger Powell : trompette, claviers, guitare rythmique
- John Siegler : basse, violoncelle
- Willie Wilcox : batterie